# Джон Доллонд
Джон Доллонд (англ. John Dollond; 21 червня 1706, Лондон — 30 листопада 1761, Лондон) — англійський оптик, відомий своїм успішним бізнесом у виробництві оптичних приладів, патентуванням та комерціалізацією ахроматичних дублетів, член Лондонського королівського товариства (1761).

## Життєпис

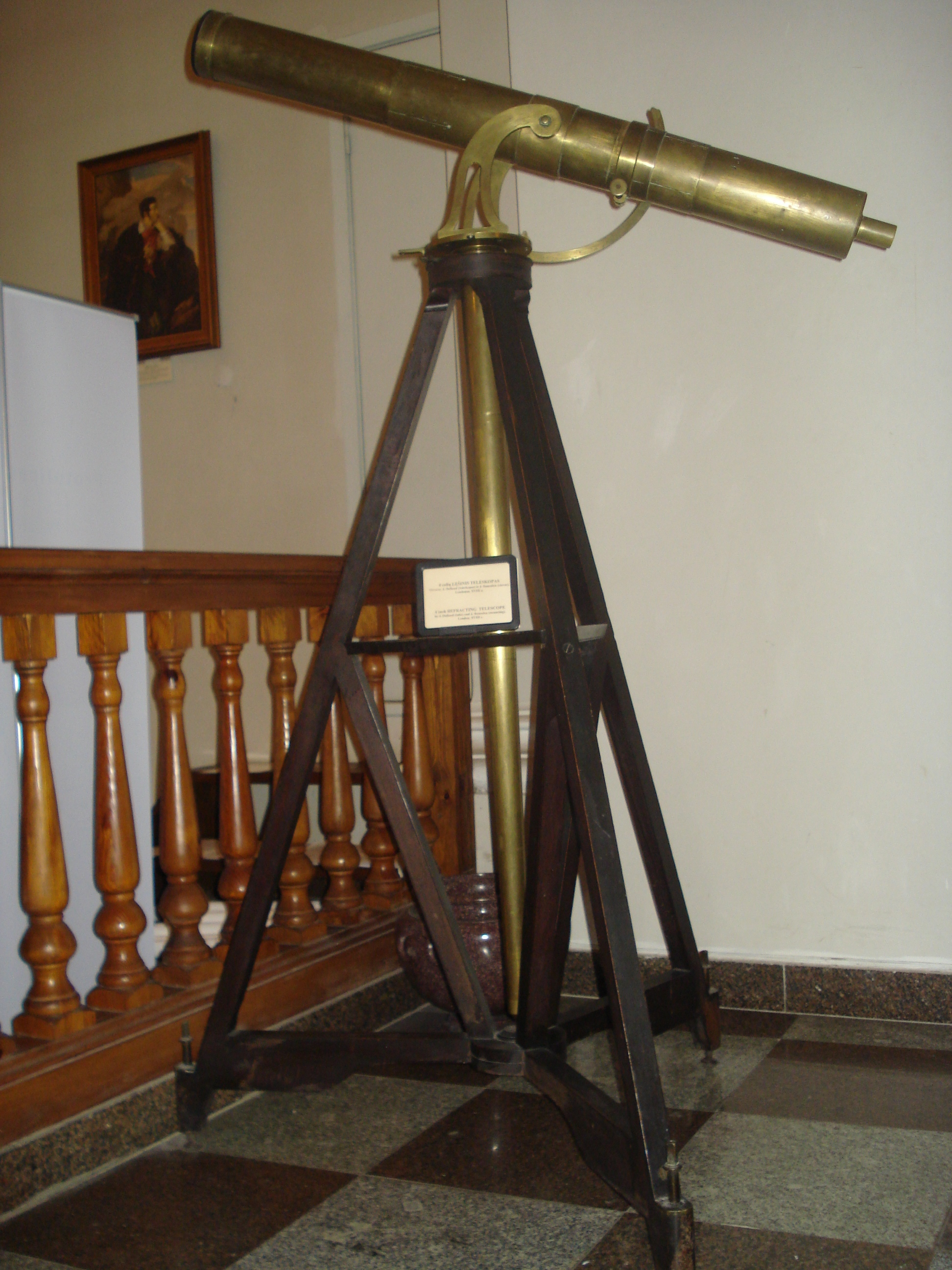
Один з телескопів Доллонда у Білій залі бібліотеки Вільнюського університету

Джон Доллонд був сином біженця гугенота, ткача шовкових тканин зі Спітфілдса (Лондон), де він і народився. Займався бізнесом разом зі своїм батьком, але при цьому знаходив час, щоб набувати знань у галузі латинської та давньогрецької мов, математики, фізики, анатомії та інших наук.
У 1752 році він облишив ткацтво і приєднався до свого старшого сина, Пітера Доллонда (1730—1820), який у 1750 році розпочав діяльність як виробник оптичних інструментів, створивши компанію  Dollond & Aitchison. Репутація Джона Доллонда у галузі оптики швидко зростала, і у 1761 році його було призначено оптиком при королі.
У 1758 році він написав статтю «Повідомлення про деякі експерименти, що стосуються різної заломлюваності світла» («англ. Account of some experiments concerning the different refrangibility of light»), де описав досліди, що привели до винаходу, з яким його ім'я стало асоціюватись: способу створення ахроматичних лінз шляхом поєднання лінз з крону та флінту, що дозволяло зменшувати або усувати хроматичну аберацію.
Ще у 1747 році Леонард Ейлер надіслав до Прусської академії наук статтю, в якій він зробив спробу довести можливість виправлення як хроматичної, так і сферичної аберації лінзи. Він стверджував, що так же як різноманітні речовини людського ока поєднані так, що створюють ідеальне зображення, за допомогою відповідних комбінацій лінз із різними заломлюючими середовищами можна побудувати ідеальний об'єктив телескопа. Прийнявши за основу гіпотетичний закон дисперсії різнокольорових променів світла, він аналітично довів можливість побудови ахроматичного об'єктива, що складається з лінз зі скла та води.
Спираючись на твердження Ісаака Ньютона, Доллонд спочатку заперечив цю можливість, але згодом, за шведським фізиком Самуелем Клінгеншерною (1698—1765), відзначив, що закон дисперсії Ньютона не узгоджується з деякими фактами спостережень, і Доллонд розпочав експерименти, щоб розв'язати цю проблему.
Як практична людина, Доллонд одразу перевірив свої сумніви експериментом: він підтвердив висновки Клінгенштерни, виявив різницю у заломлювальних властивостях різних видів скла, що перевершувало всі його сподівання і це таким чином швидко привело у 1757 році до створення лінз, у яких спочатку коригувалась хроматична аберація, а потім — сферична аберація.
За це досягнення Королівське товариство нагородило його медаллю Коплі у 1758 році, а через три роки обрало його своїм членом.
Доллонд також опублікував статтю про пристрої для вимірювання малих кутів.

## Сім'я
Його старший син Пітер став також відомим оптиком та виробником оптичних приладів. Його дочка Сара Доллонд у 1765 році вийшла заміж за його сусіда і друга Джессі Рамсдена.

## Пріоритет винайдення ахроматичного дублета
Джон Доллонд був першим, хто запатентував ахроматичний дублет. Патент було видано 19 квітня 1758 року з терміном дії 14 років. Однак відомо, що він не був першим, хто виготовляв такі лінзи. Винахідник Честер Мур Голл задумав виготовити собі телескоп з ахроматичними лінзами своєї конструкції. За словами Фреда Гойла, Голл хотів зберегти свою роботу над ахроматичними лінзами в таємниці і у 1733 році замовив виробництво кронної та флінтової лінз двом різним оптикам, Едварду Скарлетту та Джеймсу Манну. Вони ж, у свою чергу, передали роботу одній і тій самій людині, Джорджу Басу. Він за схемами Ч. М. Голла виготовив ці лінзи і зрозумів, що ці два компоненти призначені для одного клієнта, і, зіставивши дві частини разом, звернув увагу на ахроматичні властивості.
В кінці 1750-х років Басс розповів Доллонду про конструкції Голла; Доллонд побачив потенціал технічного рішення і зміг відтворити його та запатентував конструкцію.
Скоріше за все, Доллонд знав про роботу попередників і утримувався від примусового захисту прав за своїм патентом. Після його смерті син Пітер вжив заходів щодо забезпечення дотримання патенту. Ряд його конкурентів, включаючи Джорджа Басса, Бенджаміна Мартіна, Роберта Рью та Джессі Рамсдена, розпочали судові процеси, щоб захистити свої інтереси. Патент Доллонда був залишений чинним, оскільки суд встановив, що патент був дійсним через те, що Доллонд «використав» винахід, тоді як попередні винахідники цього не зробили. Деякі оптики збанкрутували через судові витрати і в результаті закрили свої магазини через неможливість конкурувати з продукцією Долланда. Патент діяв до 1772 року. Після закінчення терміну дії патенту ціна ахроматичних дублетів в Англії впала вдвічі. Following the expiry of the patent, the price of achromatic doublets in England dropped by half..